# Gráfenergia
A matematika, azon belül a gráfelmélet területén egy gráf energiája a gráf szomszédsági mátrixa sajátértékei abszolút értékeinek összege. A gráfenergia a spektrális gráfelmélet vizsgálati területébe tartozik.
Precízebben, ha G egy n csúccsal rendelkező egyszerű gráf (tehát nem tartalmaz sem hurok-, sem többszörös éleket), akkor legyen A a G gráf szomszédsági mátrixa és {\displaystyle \lambda _{i}}, {\displaystyle i=1,\ldots ,n} legyenek A sajátértékei. Ekkor a gráf energiáját a következő képlet határozza meg:
{\displaystyle E(G)=\sum _{i=1}^{n}|\lambda _{i}|.}

## Fordítás
- Ez a szócikk részben vagy egészben a Graph energy című angol Wikipédia-szócikk ezen változatának fordításán alapul.  Az eredeti cikk szerkesztőit annak laptörténete sorolja fel. Ez a jelzés csupán a megfogalmazás eredetét és a szerzői jogokat jelzi, nem szolgál a cikkben szereplő információk forrásmegjelöléseként.